# 榊正剛
榊 正剛（さかき せいごう、1951年11月6日 - ）は、日本の国土交通官僚。国土交通審議官を経て退官後、東日本高速道路株式会社代表取締役副社長に就任。

## 人物・経歴
兵庫県赤穂市出身。淳心学院高等学校を経て、1974年東京大学法学部卒業、建設省入省。国土交通省大臣官房総括審議官を経て、2005年内閣府政策統括官（防災担当）。2006年から国土交通省住宅局長を務め、建築士の見直しなどを進めた。2007年国土交通省総合政策局長。2008年兼国土交通省大臣官房建設流通政策審議官。同年から国土交通審議官を務め、国土計画と北海道開発の総括を担当した。2009年退官。2010年東日本高速道路顧問。2011年東日本高速道路常務執行役員。2012年東日本高速道路取締役兼常務執行役員経営企画本部長。2014年東日本高速道路代表取締役兼専務執行役員経営企画本部長。2016年東日本高速道路代表取締役兼副社長執行役員経営企画本部長。2020年一般財団法人建設経済研究所会長、日本不動産学会顧問。2022年、瑞宝重光章受章。